# Francières (Oise)
Francières és un municipi francès, situat al departament de l'Oise i a la regió dels Alts de França. L'any 2007 tenia 517 habitants.

## Demografia

### Població
El 2007 la població de fet de Francières era de 517 persones. Hi havia 190 famílies de les quals 40 eren unipersonals (20 homes vivint sols i 20 dones vivint soles), 49 parelles sense fills, 77 parelles amb fills i 24 famílies monoparentals amb fills.
La població ha evolucionat segons el següent gràfic:
Habitants censats

### Habitatges
El 2007 hi havia 217 habitatges, 193 eren l'habitatge principal de la família, 7 eren segones residències i 16 estaven desocupats. 214 eren cases i 3 eren apartaments. Dels 193 habitatges principals, 132 estaven ocupats pels seus propietaris, 57 estaven llogats i ocupats pels llogaters i 4 estaven cedits a títol gratuït; 6 tenien dues cambres, 41 en tenien tres, 52 en tenien quatre i 94 en tenien cinc o més. 134 habitatges disposaven pel capbaix d'una plaça de pàrquing. A 71 habitatges hi havia un automòbil i a 107 n'hi havia dos o més.

### Piràmide de població
La piràmide de població per edats i sexe el 2009 era:
| Homes | Edats   | Dones |
| ----- | ------- | ----- |
| 0     | 95 o +  | 0     |
| 0     | 90 a 94 | 4     |
| 4     | 85 a 89 | 0     |
| 8     | 80 a 84 | 4     |
| 0     | 75 a 79 | 12    |
| 12    | 70 a 74 | 4     |
| 12    | 65 a 69 | 20    |
| 8     | 60 a 64 | 4     |
| 4     | 55 a 59 | 8     |
| 20    | 50 a 54 | 4     |
| 8     | 45 a 49 | 16    |
| 16    | 40 a 44 | 16    |
| 40    | 35 a 39 | 16    |
| 28    | 30 a 34 | 36    |
| 12    | 25 a 29 | 12    |
| 8     | 20 a 24 | 8     |
| 8     | 15 a 19 | 16    |
| 40    | 10 a 14 | 4     |
| 24    | 5 a 9   | 16    |
| 32    | 0 a 4   | 4     |

## Economia
El 2007 la població en edat de treballar era de 336 persones, 265 eren actives i 71 eren inactives. De les 265 persones actives 243 estaven ocupades (127 homes i 116 dones) i 22 estaven aturades (12 homes i 10 dones). De les 71 persones inactives 19 estaven jubilades, 29 estaven estudiant i 23 estaven classificades com a «altres inactius».

### Ingressos
El 2009 a Francières hi havia 188 unitats fiscals que integraven 512,5 persones, la mediana anual d'ingressos fiscals per persona era de 19.416 €.

### Activitats econòmiques
Dels 11 establiments que hi havia el 2007, 1 era d'una empresa alimentària, 1 d'una empresa de fabricació d'altres productes industrials, 4 d'empreses de comerç i reparació d'automòbils, 1 d'una empresa d'hostatgeria i restauració, 1 d'una empresa financera, 1 d'una entitat de l'administració pública i 2 d'empreses classificades com a «altres activitats de serveis».
L'únic establiment comercial que hi havia el 2009 era una carnisseria.
L'any 2000 a Francières hi havia 5 explotacions agrícoles que ocupaven un total de 1.690 hectàrees.

## Equipaments sanitaris i escolars
El 2009 hi havia una escola maternal integrada dins d'un grup escolar amb les comunes properes formant una escola dispersa.

## Poblacions més properes
El següent diagrama mostra les poblacions més properes.